# 薄田泣菫
薄田 泣菫（すすきだ きゅうきん、1877年（明治10年）5月19日 - 1945年（昭和20年）10月9日）は、日本の詩人・随筆家。本名、淳介（じゅんすけ）。
『暮笛集』『白羊宮』などで島崎藤村、土井晩翠の後を継ぐ浪漫派詩人として登場。また、象徴派詩人として蒲原有明と併称された。大正以後は詩作を離れ、『茶話』『艸木虫魚』などの随筆集を書いた。

## 生涯
1877年5月13日、岡山県浅口郡大江連島村（現在の倉敷市連島町連島字大江）に、父・篤太郎、母・里津の長男として生まれた。父は村役場の書記で、俳諧を嗜んでいた。玉島高等小学校を経て、岡山県尋常中学校（後に第一岡山中学校。現在の県立岡山朝日高校）を中退。
1894年上京し、上野書籍館（帝国図書館の別称）に通いながら漢学塾の二松學舍（現在の二松學舍大学）で学んだ。
1897年、帰郷すると、いくつか詩を作り『新著月刊』に泣菫の雅号を用いて投稿、後藤宙外、島村抱月らに絶賛され掲載された。翌年第一詩集『暮笛集』を刊行、『小天地』を編集しながら『明星』などに詩を載せ、『ゆく春』『白羊宮』など、古語や漢語を多用した詩風で、蒲原有明とともに泣菫・有明時代を築き、島崎藤村、土井晩翠後の明治後期の詩壇を背負って立った。
1906年12月、京都で市川修（通称修子）と結婚、翌年長女が誕生。この結婚をきっかけに詩作が減る。
明治の終わりごろから一時小説に興味を移したが、結局随筆に転じ、詩作を離れた。国民新聞社、帝国新聞社に勤めた後、大阪毎日新聞社に勤め、1915年より『茶話』の連載開始。これは「茶を飲みながら喋る気楽な世間話」と言う意味で、古今東西の噂話、失敗談、面白おかしい話を幅広く紹介していった。『大阪毎日新聞』、『東京日日新聞』、『サンデー毎日』、『苦楽』、『文藝春秋』他に執筆され、異本が多い。
1917年、パーキンソン病に罹患。
1919年、大阪毎日新聞社学芸部部長に就任し西宮市に在住、自邸を「雑草園」と名づけた。芥川龍之介を社員として招聘して多くの文章の発表場所を与えた。
1923年、病気が悪化したため、休職。晩年は口述したものを夫人が筆記していた。
1945年10月4日、意識不明となり疎開先の井原町から連島に戻ったが、10月9日に尿毒症で死去した。68歳没。戒名は至誠泣菫居士。

## 逸話

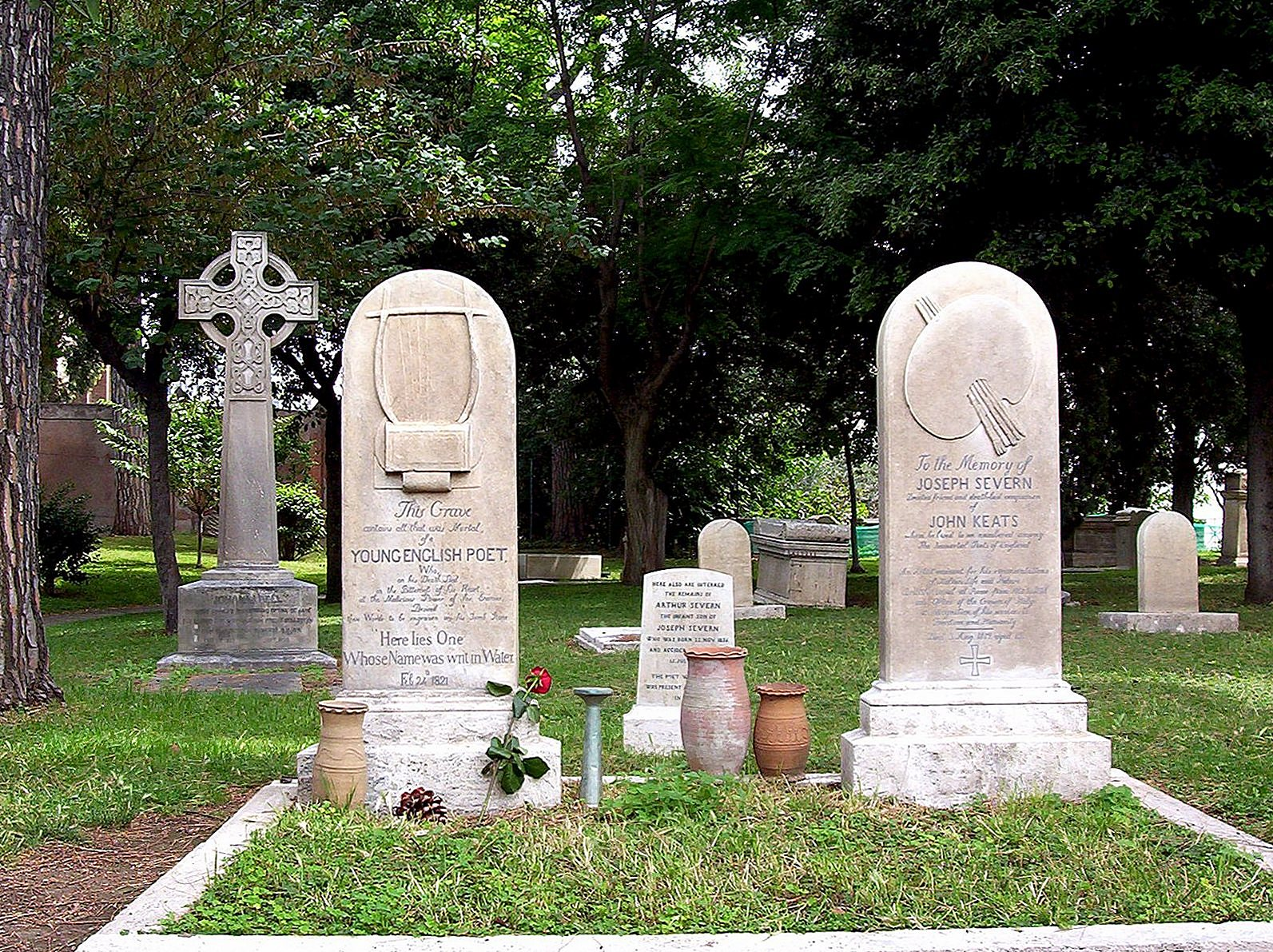
土井晩翠が泣菫に贈る菫を摘んだキーツの墓（ローマ）。

- 中学校を二年で中退した事については種々の流説があるが、泣菫自身は器械体操が不得手であったことを理由にしている。学びたいものを選んで学ぶという決意がここに見られる。
- 東京では一日も休まず上野の帝国図書館に通う傍ら、英語塾にも通い、ヨーロッパの古典を英語で読み知識を身に着けた。愛好するキーツの詩集を常に持ち歩いたと言われる。帝国図書館では当時新進作家であった樋口一葉の姿を目にしている。
- 1897年、二十歳になり徴兵検査のために帰郷したが、肺病と診断され、そのまま故郷で養生する事となった。
- 泣菫の文字の美しさは中学時代から学友の間で評判であった。文芸雑誌『新著月刊』に新体詩『花密蔵難見（はなみつにしてかくれてみえがたし）』を投稿した際、多くの投稿原稿の中でもひときわ美しい文字が編者の宙外の目を引いた。宙外は抱月に泣菫の作品を見せ、抱月も「良い作品だ」と褒めたのですぐに掲載が決まった。なお、十三篇のうち十一篇は日本初のソネットであった。当時はまだソネットという語は無く、泣菫は『絶句』と翻訳した。
- 与謝野晶子は結婚前から泣菫の愛読者であり、「私は二氏（藤村と泣菫）に負う所が多いのである」と後に述懐しているように、泣菫の詩から大きな影響を受けた。山川登美子らとの共著歌集『恋衣』は「詩人薄田泣菫の君に捧げまつる」となっている。
- 晶子は泣菫の妹の短歌にも啓発されたと述べているが、実は妹ではなく泣菫の実家の隣に住む教え子で、四歳年下の三宅薫であった。泣菫はこの娘に恋心を抱いていたようだが、「おとどひ」（きょうだいの意）と題する自作の詩集を贈るなど、表向きはあくまで兄妹として接し、世間にも妹として紹介していた。しかし1900年、薫が意に染まぬ不幸な結婚をしたことで泣菫は悲嘆に暮れ、第一詩集で名声を得ていたにもかかわらず家に閉じこもってしまう。その頃発表された詩『巌頭沈吟』は痛切な失恋の詩で、前書きに「相慕ひける男女ありけり」とあるように、他人事であるように装っている。
- 1903年にヨーロッパ留学中の土井晩翠より手紙がローマから届いた。キーツとシェリーの墓所（Cimetière anglais de Rome）を訪れた事を知らせる手紙で、中にはローマの絵葉書二枚と菫（すみれ）の押し花が同封されていた。菫はキーツの墓の傍で摘み取ったものであると書き記されていた。晩翠は既に高名な詩人であり、泣菫は「私がこの詩人を好いていた事を思い出されて、遥かイタリアの地から寄越された友誼をしみじみ嬉しく思った」と当時の感慨を述べている。オスカー・ワイルドの詩『キーツの墓（The Grave of Keats）』には「露に濡れてすすり泣く優しの菫が…（But gentle violets weepingwith the dew）」という一節があり、泣菫の雅号はそこから得たものと推測される。なお、この押し花と手紙は現在も大切に保管されている[5]。

## 没後
墓所は倉敷市連島の生家の裏山にある薄田家の墓地。墓石の正面には『泣菫薄田君之墓　幽芳書』、右側には『明治十年五月十九日生　昭和二十年十月九日歿　行年六十九歳』、左側には『友みな離れて露けき吉備の野に　君はさびしくひとり去りしか　菊池幽芳』と刻まれている。
1954年、倉敷市連島西浦厄神社境内に『ああ大和にしあらましかば』の肉筆原稿文字を刻んだ花崗岩の六曲屏風型の詩碑が建立された。さらに1965年には津山市井ノ口長法寺境内の大銀杏の下に『公孫樹下にたちて』の詩碑、1979年には大阪市中央区東平北公園内に『金剛山の歌』の詩碑が建立された。
1999年、生家は倉敷市の所有となり、2003年7月から無料で一般公開されている。泣菫が書斎にしていた建物は失われているが、江戸末期～明治初期に建てられた母屋は改修復元され、明治時代を偲ぶ事が出来る。屋内には遺族から寄贈された遺品と資料の一部が展示され、泣菫ゆかりの樹木が植えられた庭には『ああ大和にしあらましかば』の備前焼詩碑が置かれている。

## 著書
詩集
- 暮笛集（1899年11月、金尾文淵堂）
- ゆく春（1901年10月、金尾文淵堂）
- 二十五絃（1905年5月、春陽堂）
- 白玉姫（1905年6月、金尾文淵堂）
- 白羊宮（1906年5月、金尾文淵堂）
- 象牙の塔（1914年8月、春陽堂）
- 泣菫詩抄（1928年5月、岩波文庫、復刊1983・1999年ほか）

随想
- 茶話（1916年10月、洛陽堂）、※生前にも度々新版刊
- 後の茶話（1918年4月、玄文社）
- 新茶話（1919年6月、玄文社）
- 忘れぬ人々（1924年4月、金尾文淵堂）
- 太陽は草の香がする（1926年12月、アルス）
- 猫の微笑（1927年5月、創元社）
- 艸木蟲魚（1929年1月、創元社／1940年、創元選書）
- 大地讃頌（1929年6月、創元社）
- 樹下石上（1931年10月、創元社）
- 独楽園（1934年4月、創元社）
- 人と鳥虫（1943年3月、桜井書店）

全集
- 薄田泣菫全集（全8巻[10]、創元社、1938–39年、復刊1984年、電子書籍版 2013年）

### 没後刊
- 『薄田泣菫詩集』（神保光太郎編、角川文庫、1959年）- KADOKAWAで電子書籍化

茶話ほか 随筆
- 『完本 茶話』（全3巻、冨山房百科文庫、谷沢永一・浦西和彦編、1983-84年、解説向井敏）、811篇
- 『泣菫随筆』（冨山房百科文庫、谷沢永一・山野博史編、1993年）
- 『茶話』（岩波文庫、1998年、解説坪内祐三）、154篇[11]
- 『艸木虫魚』（岩波文庫、1998年、解説杉本秀太郎）
- 『独楽園』（ウェッジ文庫、2009年、作家論 生田春月・解説高遠弘美）

選集（戦後刊）
- 『明治文学全集58 土井晩翠・薄田泣菫・蒲原有明集』（筑摩書房、1967年、オンデマンド版2013年）

暮笛集（抄）・ゆく春（抄）・二十五絃・白羊宮・詩集の後に
- 『蒲原有明・薄田泣菫 近代浪漫派文庫15』（新学社、2007年）

薄田泣菫詩抄・大国主命と葉巻・森林太郎氏・お姫様の御本復・鵞鳥と鰻・茶話より・艸木虫魚より

## 関連文献
- 松村緑『薄田泣菫考』教育出版センター〈研究選書〉、1977年。
- 野田宇太郎『公孫樹下にたちて 薄田泣菫評伝』永田書房、1981年。
- 松浦澄惠『薄田泣菫 詩の創造と思索の跡』アーツアンドクラフツ、2007年。
- 倉敷市・薄田泣菫文庫調査研究プロジェクトチーム 編『薄田泣菫読本』翰林書房、2019年。
- 『薄田泣菫宛書簡集』 倉敷市編、八木書店、2014-2016年。作家篇・詩歌人篇・文化人篇の全3冊